# Nam Tề
Nam Tề (tiếng Trung: 南齊朝; Hán-Việt: Nam Tề triều; bính âm: Nán Qí cháo) (479-502) là triều đại thứ hai của các Nam triều ở Trung Quốc, sau nhà Lưu Tống (420-479) và trước nhà Lương (502-557), thuộc về thời kỳ mà các nhà sử học Trung Quốc gọi là thời kỳ Nam Bắc triều (420-589). Sử gọi là Nam Tề hoặc Tiêu Tề (do các vua mang họ Tiêu, dòng họ này tự tuyên bố họ là hậu duệ của tể tướng Tiêu Hà thời nhà Hán). Quốc hiệu Nam Tề là xuất phát từ câu "Đao lợi nhẫn tề ngải chi" (dao liềm sắc bén cùng cắt).

## Cai trị

### Tề Cao Đế
Sau khi lên ngôi, Tề Cao Đế đã lập ngay con mình Tiêu Trách (440 – 494) làm Thái tử, phong vương cho các con Tiêu Trách, như Tiêu Tử Lương được phong Cánh Lăng vương, Tiêu Trường Mậu được phong Nam Quận vương, Tiêu Tử Khánh được phong Lư Lăng vương, Tiêu Tử Kính được phong An Lạc vương, đồng thời tiến hành thanh trừng Hoàng tộc Lưu Tống.
Khi được tin báo Bắc Ngụy chuẩn bị tấn công và đưa Đan Dương vương Lưu Xương (con Lưu Tống Văn Đế, năm 465 chạy đến Bắc Ngụy trốn tránh Tiền Phế Đế) về nước, Tề Cao Đế cho bố phòng chặt biên giới. Quân Ngụy tấn công Thọ Dương (An Huy) nhưng thất bại. Cao Đế nhận thấy Kiến Khang không được xây dựng thành trì xung quanh suốt từ Đông Tấn đến thời Tống nên đã cho xây dựng thành lũy xung quanh Kiến khang. Bắc Ngụy và Nam Tề tiếp tục những trận chiến nhỏ cho đến mùa xuân năm 481, hai bên đều không tiến hành chiến dịch quân sự lớn nào.
Tề Cao Đế thấy tình trạng hộ tịch hỗn loạn, tô thuế thất thu, quyết định chỉnh đốn hộ tịch. Thế nhưng do vì kiệm ước quá mà quan liêu tham lam vơ vét, hiệu quả sai lạc hẳn.

### Tề Vũ Đế
Năm 483, Tiêu Đạo Thành chết. Tiêu Trách lên ngôi, tức Tề Vũ Đế. Vũ Đế lên ngôi, tăng cường kiểm soát triều chính, thanh trừng các thế lực chống đối, nhưng cho chôn cất trọng thể những quan lại Lưu Tống từng bị Tề Cao Đế thanh trừng. Đồng thời Nhà nước thống kê lại tổng số người nộp thuế cho Nhà nước. Khi các lực lượng triều đình thực hiện công việc này tại một số địa phương như Tô Châu đã vấp phải sự chống đối của những người miền Bắc, trong đó lực lượng do Đường Dự Chi lãnh đạo đã nổi dậy, xưng Ngô Đế.
Tề Vũ Đế trong thời gian tại vị vơ vét của dân 700 triệu tiền bạc cất giữ trong nội cung. Đến khi Tiêu Chiêu Nghiệp nối ngôi chỉ trong 1 năm đã tiêu hết một nửa.
Năm 486, Vũ Đế cho thành lập trường Quốc học tại Kiến Khang và sáp nhập Tổng Minh quán (總明觀) vào đó, các trường này nghiên cứu cả luật pháp. Năm 490, nhận thấy tình hình miền Bắc khởi sắc dưới sự cai trị khoan hòa của Hiếu Văn Đế nhà Bắc Ngụy, Vũ Đế thiết lập quan hệ hữu nghị với Bắc Ngụy.
Nhận xét về Vũ Đế, sử gia Tư Mã Quang trong Tư trị thông giám viết:
" Trong thời gian Thế Tổ cai trị, ông tập trung vào các công việc quan trọng của Quốc gia, xem xét những việc lớn, rất thông minh và nghiêm khắc, cương quyết trong công việc. Các viên quan dân sự và võ tướng được bổ nhiệm trong thời hạn lâu dài, nếu như thuộc hạ các viên quan đó vi phạm pháp luật, Hoàng đế cho gửi thượng phương kiếm đến cho họ trừng phạt thuộc cấp. Trong những năm Vĩnh Minh, cuộc sống của nhân dân no đủ, hòa bình, ít xảy ra trường hợp phạm tội. Tuy nhiên Hoàng đế cũng say mê yến tiệc và săn bắn, trong khi luôn nhấn mạnh phải tránh xa hoa lãng phí".

## Nội loạn trong hoàng tộc

### Minh Đế tàn sát hoàng tộc
Trong lịch sử 23 năm của mình, nhà Nam Tề chủ yếu là sự không ổn định, cũng như sau cái chết của các vị hoàng đế có năng lực như Cao Đế và Vũ Đế, cháu nội Vũ Đế là Tiêu Chiêu Nghiệp đã bị người ông họ thông minh nhưng tàn bạo của Vũ Đế là Tiêu Loan sát hại để tự lập làm Hoàng đế (Minh Đế) và tiến hành xử tử hàng loạt các con và cháu chắt của Cao Đế và Vũ Đế, cũng như các quan lại mà ông nghi ngờ là có âm mưu chống lại ông.
Năm 493, Thái tử Tiêu Trường Mậu chết, con là Nam quận vương Tiêu Chiêu Nghiệp (473 – 494) được phong làm Thái tôn. Năm 494, Vũ Đế chết, ủy thác việc nước cho người con thứ hai của ông là Tể tướng Cánh Lăng vương Tiêu Tử Lương (455 - 494) và Tây Xương hầu Tiêu Loan (452 – 498), Tiêu Chiêu Nghiệp lên ngôi, tiếp theo là Tân An vương Tiêu Chiêu Văn (480 - 494).
Tình hình bắt đầu không ổn định. Tể tướng Tuyên Thành vương Tiêu Loan, (con An Trinh vương Tiêu Đạo Sinh, anh Tề Cao Đế) nắm quyền trong triều. Dưới danh nghĩa phụng mệnh vua, Tiêu Loan đã thực hiện hàng loạt các vụ xử tử thành viên hoàng tộc, trong đó có Thứ sử Kinh Châu Lâm Hải vương Tiêu Chiêu Tú, Nam Bình vương Tiêu Nhuệ, Giang Hạ vương Tiêu Phong. Số con cháu Cao Đế và Vũ Đế bị hành hình lên đến hàng chục người. Ba tháng sau, được sự đồng ý của Vương Thái hậu, Tiêu Loan đã phế Tiêu Chiêu Văn làm Hải Lăng vương và lên ngôi, tức Tề Minh Đế. Sau đó Minh Đế cho người đầu độc giết chết Tiêu Chiêu Văn.
Sự tùy hứng trong việc giết người này còn được làm trầm trọng hơn nữa sau khi Minh Đế chết và con trai ông Tiêu Bảo Quyển lên nối ngôi. Tiêu Loan đã dặn con một câu rằng: "Hành sự nhất thiết không thể để người ra tay trước", ý muốn nói Tiêu Bảo Quyển hãy ra tay trước để bảo vệ ngôi báu.
Số tôn thất bị giết dưới thời Minh Đế cũng lên đến hàng chục người. Tề Minh Đế giết 8 người con Tề Cao Đế và 16 người con Tề Vũ Đế, sau khi giết họ xong mới công bố tội trạng. Hai cha con Minh Đế và Phế Đế hầu như giết sạch con cháu Cao Đế, Vũ Đế để mong tránh tranh quyền đoạt lợi. Con trai Tề Vũ Đế là Ba Lăng vương Tiêu Tử Luân trước khi bị Tề Minh Đế giết có nói: "Tiên triều đã tàn sát con cháu của họ Lưu vậy mọi việc xảy ra hôm nay là điều tất nhiên thôi".

### Phế Đế
Năm 498, Phế Đế Tiêu Bảo Quyển mới 15 tuổi lên ngôi, quyền trong triều do 6 viên quan đại thần (lục quý) như Giang Tự, Giang Hựu, Lưu Huyên (cậu của Phế đế), Thủy An vương Tiêu Dao Quang, Tiêu Thân, Từ Hiếu Đồng và tướng Tiêu Đàn Chi nắm giữ.
Theo lễ chế, khi Hoàng đế cũ qua đời thì Hoàng đế mới lên ngôi phải khóc lóc để biểu hiện sự thương xót. Thế nhưng Tiêu Bảo Quyển trong tang lễ của vua cha đã tìm cớ nói rằng mình bị đau họng, không thể khóc được. Quan tài của vua cha phải đặt tại Điện Thái Cực trong nhiều ngày rồi mới được đem đi chôn, nhưng Tiêu Bảo Quyển cảm thấy khó chịu vô cùng, hạ lệnh đem quan tài đi chôn ngay. Các đại thần phải liều chết can ngăn, Tiêu Bảo Quyển mới thôi.
Phế Đế chơi bời vô độ, bỏ bê triều chính, có cuộc sống xa hoa và hoang dâm. Tại vị đến năm thứ ba thì Hoàng cung bị hỏa hoạn, hơn 3000 gian cung điện cháy ra tro. Phế Đế liền ra lệnh xây lại các cung điện đó và gỡ tất cả đồ trang trí trong các miếu ở Giang Nam mang về trang trí cho cung điện. Tiêu Bảo Quyển sủng ái Phan quý phi (Phan Ngọc Nhi), cho đúc hoa sen bằng vàng lát xuống nền nhà, để cho Phan Phi đi lên rồi khen rằng: "Bộ bộ sinh liên hoa" (mỗi bước đi nở ra một hoa sen). Số vàng dùng cho việc này đã tiêu sạch tài sản của hoàng cung. Thế là Nhà vua cho người đến các chợ buộc các thương nhân phải nộp vàng cho triều đình. Mỗi vòng xuyến Phan Phi đeo có trị giá tới 170 vạn đồng. Tiêu Bảo Quyển ngược đãi quan lại và bắt đầu giết hại Lục quý.
Tiêu Bảo Quyển thích bắn cung tên, nên ra lệnh cho xây dựng rất nhiều khu băn chim. Sử chép, những khu vực được xây dựng dành riêng cho thú vui săn bắn lên tới 296 khu. Mỗi một khu vực săn bắn đều được trang trí vô cùng xa hoa, tốn kém. Tiêu Bảo Quyển còn ra lệnh dùng lụa đỏ để bao xung quanh khu vực săn bắn và trải xuống đất để lót chân cho cả người lẫn ngựa. Những cung tên sử dụng trong các cuộc săn bắn cũng rất quý giá, tất cả đều được khảm nạm những loại ngọc giá trị nhất.
Những hành động của Phế Đế đã làm gia tăng những vụ phản loạn. Thủy An vương Tiêu Dao Quang tiến hành đảo chính nhưng thất bại và bị giết. Phế Đế cũng cho giết cả những người có công dẹp trừ Tiêu Dao Quang như Lưu Huyên và Tiêu Thản Chi, gây nên không khí sợ hãi trong triều. Từ Giang Châu, tướng Trần Hiển Đạt nổi loạn nhưng cũng bị đánh bại. Tại Thọ Dương, Thứ sử Dự Châu Bùi Thúc Nghiệp quy hàng nhà Bắc Ngụy năm 500. Phế Đế cử quân chiếm lại Thọ Dương, trên đường đi, tướng Thôi Huệ Cảnh đưa quân trở lại Kiến Khang hy vọng lật đổ Phế Đế và lập Giang Hạ vương Tiêu Bảo Tuyên lên ngôi. Quân Thôi Huệ Cảnh đã bao vây Kiến Khang, tuy nhiên lúc đó Thứ sử Hình Châu Tiêu Ý (anh Tiêu Diễn) tiến đánh và giết chết Thôi Huệ Cảnh. Phế Đế đã phong cho Tiêu Ý làm Tể tướng, sau đó giết luôn. Hành động đó làm cho Tiêu Diễn nổi giận và khởi binh chống lại.

## Sụp đổ
Tiêu Diễn tự là Quyền Đạt, người Trung Đô, lúc đầu nhận chức Ninh Sóc tướng quân, trấn thủ Thọ Xuân; sau đó lại nhận thêm chức Quán quân Tướng quân, phụng lệnh dẫn quân đi đánh quân Bắc Nguỵ. Sau khi cuộc chiến đó kết thúc, ông lại nhận thêm chức Tấn An vương Hựu quân Tư mã trấn thủ Hoài Lăng. Cuối cùng nhậm chức Phụ quốc Tướng quân Ung châu Thứ sử trấn thủ Tương Dương.
Phế Đế phái tướng Lưu Sơn Dương đàn áp nhưng Tiêu Diễn đã báo với tướng Tiêu Hình Châu (người chỉ huy các lực lượng quân sự của Kiến Khang vương Tiêu Bảo Dung, Thứ sử Kinh Châu) rằng Lưu Sơn Dương sẽ tấn công vào cả Kinh Châu và Ung Châu. Tiêu Hình Châu liên minh với Tiêu Diễn giết chết Lưu Sơn Dương và tuyên bố dự định lập Tiêu Bảo Dung (488 – 502) lên ngôi. Mùa xuân năm 501, Tiêu Hình Châu lập Tiêu Bảo Dung lên ngôi vua, hiệu là Hòa Đế tại Giang Lăng, thủ phủ Kinh Châu. Trong khi đó, Tiêu Diễn tiến quân về Kiến Khang, liên tiếp giành được thắng lợi, buộc Thứ sử Giang Châu Trần Bá Chi đầu hàng. Mùa thu năm 501, Tiêu Diễn cho quân bao vây Kiến Khang. Trong khi đó tại Giang Lăng, các lực lượng trung thành với Phế Đế do tướng Tiêu Quý chỉ huy đã đánh bại Tiêu Hình Châu. Tiêu Đán (anh Tiêu Diễn) cùng Hạ Hầu Tương (bộ hạ của Tiêu Hình Châu) hộ giá Hòa Đế đến Kiến Khang.
Năm 502, các tướng Vương Trân Quốc (王珍國) và Trương Cơ sợ Phế Đế sẽ giết họ vì không thể thoát khỏi vòng vây nên giết Phế Đế và đầu hàng Tiêu Diễn. Tiêu Diến vào Kinh đô, buộc Vương Thái hậu phong mình làm Đại tư mã, Kiến An Công và trì hoãn việc đưa Hòa Đế về kinh. Họ hàng Hòa Đế dần bị thủ tiêu, chỉ còn sót lại Tân An vương Tiêu Bảo Nghĩa bị tàn phế và Bá Dương Vương Tiêu Bảo Ân chạy thoát đến Bắc Ngụy. Tiêu Diễn được phong tước Lương Công, sau đó là Lương Vương, gia phong Cửu tích. Cùng năm đó, khi đưa Hòa Đế đến Cô Thục (Mã An Sơn, An Huy), Tiêu Diễn buộc Hòa Đế nhường ngôi cho, giáng Hòa Đế làm Ba Lăng vương, sau đó giết chết. Tiêu Diễn lên làm vua, đổi quốc hiệu là Lương, xưng Lương Vũ Đế vào năm 502.
Nhà Nam Tề chỉ truyền được 23 năm, qua 7 đời vua và được thay thế bằng nhà Lương.
Cũng giống như triều đại trước đó là Lưu Tống và triều đại cùng thời ở phía bắc là Bắc Ngụy, nhà Lưu Tống chính là một trong các triều đại Trung Quốc xảy ra nhiều biến động và đau thương nhất trong cung đình. Triều đại này có tới 4/7 ông vua yểu mệnh (qua đời khi chưa đầy 35 tuổi), tất cả 4 ông vua đó đều bị giết do bị cướp ngôi. Trung bình mỗi vua Nam Tề chỉ cai trị được hơn 3 năm rồi chết hoặc bị giết. Và Nam Tề cũng có rất nhiều điểm trùng hợp với Lưu Tống:
- Cũng giống như triều đại liền trước đó là Lưu Tống, nội bộ dòng họ hoàng tộc Nam Tề thường xuyên xảy ra đảo chính, tàn sát lẫn nhau. Con trai Tề Vũ Đế là Ba Lăng vương Tiêu Tử Luân trước khi bị Tề Minh Đế giết có nói: "Tiên triều đã tàn sát con cháu của họ Lưu (nhà Lưu Tống), vậy mọi việc xảy ra hôm nay là điều tất nhiên thôi".
- Cả Lưu Tống và Nam Tề đều có 1 ông vua tuổi còn thiếu niên mà đã nổi tiếng dâm loạn và tàn ác: Lưu Tử Nghiệp và Tiêu Bảo Quyển. Trùng hợp là cả 2 đều chỉ làm vua được mười mấy tháng rồi đều bị giết năm 17 tuổi.
- Cả Lưu Tống và Nam Tề đều có vua khai quốc bằng việc đoạt ngôi rồi giết vua của triều đại trước, và cả 2 đều chỉ làm vua được ít lâu rồi ốm chết (Tống Vũ Đế và Tề Cao Đế). Vua cuối cùng của 2 triều đại này cũng đều là thiếu niên, bị quyền thần đưa lên ngôi để dễ thao túng, làm vua chỉ được ít lâu thì bị đoạt ngôi rồi bị giết khi còn chưa trưởng thành (Lưu Tống Thuận Đế bị giết năm 12 tuổi và Nam Tề Hòa Đế bị giết năm 14 tuổi)

## Các vua Nam Tề (479-502)
| Miếu hiệu       | Thụy hiệu                      | Họ tên                     | Thời gian trị vì | Niên hiệu                                   |
| --------------- | ------------------------------ | -------------------------- | ---------------- | ------------------------------------------- |
| Không có        | Tuyên hoàng đế (宣皇帝)        | Tiêu Thừa Chi (萧承之)     | truy tôn         | truy tôn                                    |
| Thái Tổ (太祖)  | Cao hoàng đế (高皇帝)          | Tiêu Đạo Thành (蕭道成)    | 479-482          | Kiến Nguyên (建元) 479-482                  |
| Thế Tổ (世祖)   | Vũ hoàng đế (武皇帝)           | Tiêu Trách (蕭賾)          | 482-493          | Vĩnh Minh (永明) 483-493                    |
| Thế Tông (世宗) | Văn hoàng đế (文皇帝)          | Tiêu Trưởng Mậu (萧长懋)   | truy tôn         | truy tôn                                    |
| Không có        | Không có                       | Tiêu Chiêu Nghiệp (蕭昭業) | 493-494          | Long Xương (隆昌) 493-494                   |
| Không có        | Hải Lăng Cung vương (海陵恭王) | Tiêu Chiêu Văn (蕭昭文)    | 494              | Diên Hưng (延興) 494                        |
| Cao Tông (高宗) | Minh hoàng đế (明皇帝)         | Tiêu Loan (蕭鸞)           | 494-498          | Kiến Vũ (建武) 494-498 Vĩnh Thái (永泰) 498 |
| Không có        | Cảnh hoàng đế                  | Tiêu Đạo Sinh (萧道生)     | truy tôn         | truy tôn                                    |
| Không có        | Đông Hôn Dượng hầu (東昏煬侯)  | Tiêu Bảo Quyển (蕭寶卷)    | 499-501          | Vĩnh Nguyên (永元) 499-501                  |
| Không có        | Hòa hoàng đế (和帝)            | Tiêu Bảo Dung (蕭寶融)     | 501-502          | Trung Hưng (中興) 501-502                   |

## Thế phả Nam Tề
|                                          |                                          |                                          |                                          |                                          |                                          |  |  |                                   |                                   |                                   |                                   |                                   |                                   |  |  | Tiêu Chỉnh                           |                                      |                                      |                                      |                                      |                                      |  |  |                                              |                                              |                                              |                                              |                                              |                                              |  |  |                                             |                                             |                                             |                                             |                                             |                                             |  |  |  |  |  |  |  |  |  |  |  |  |  |  |  |  |  |  |  |  |  |  |  |  |  |  |
|                                          |                                          |                                          |                                          |                                          |                                          |  |  |                                   |                                   |                                   |                                   |                                   |                                   |  |  |                                      |                                      |                                      |                                      |                                      |                                      |  |  |                                              |                                              |                                              |                                              |                                              |                                              |  |  |                                             |                                             |                                             |                                             |                                             |                                             |  |  |  |  |  |  |  |  |  |  |  |  |  |  |  |  |  |  |  |  |  |  |  |  |  |  |
|                                          |                                          |                                          |                                          |                                          |                                          |  |  |                                   |                                   |                                   |                                   |                                   |                                   |  |  |                                      |                                      |                                      |                                      |                                      |                                      |  |  |                                              |                                              |                                              |                                              |                                              |                                              |  |  |                                             |                                             |                                             |                                             |                                             |                                             |  |  |  |  |  |  |  |  |  |  |  |  |  |  |  |  |  |  |  |  |  |  |  |  |  |  |
|                                          |                                          |                                          |                                          |                                          |                                          |  |  |                                   |                                   |                                   |                                   |                                   |                                   |  |  | Tiêu Tuyển                           | Tiêu Tuyển                           | Tiêu Tuyển                           | Tiêu Tuyển                           | Tiêu Tuyển                           | Tiêu Tuyển                           |  |  |                                              |                                              |                                              |                                              |                                              |                                              |  |  | Tiêu Hạt                                    | Tiêu Hạt                                    | Tiêu Hạt                                    | Tiêu Hạt                                    | Tiêu Hạt                                    | Tiêu Hạt                                    |  |  |  |  |  |  |  |  |  |  |  |  |  |  |  |  |  |  |  |  |  |  |  |  |  |  |
|                                          |                                          |                                          |                                          |                                          |                                          |  |  |                                   |                                   |                                   |                                   |                                   |                                   |  |  | Tiêu Tuyển                           | Tiêu Tuyển                           | Tiêu Tuyển                           | Tiêu Tuyển                           | Tiêu Tuyển                           | Tiêu Tuyển                           |  |  |                                              |                                              |                                              |                                              |                                              |                                              |  |  | Tiêu Hạt                                    | Tiêu Hạt                                    | Tiêu Hạt                                    | Tiêu Hạt                                    | Tiêu Hạt                                    | Tiêu Hạt                                    |  |  |  |  |  |  |  |  |  |  |  |  |  |  |  |  |  |  |  |  |  |  |  |  |  |  |
|                                          |                                          |                                          |                                          |                                          |                                          |  |  |                                   |                                   |                                   |                                   |                                   |                                   |  |  | Tiêu Lạc Tử                          | Tiêu Lạc Tử                          | Tiêu Lạc Tử                          | Tiêu Lạc Tử                          | Tiêu Lạc Tử                          | Tiêu Lạc Tử                          |  |  |                                              |                                              |                                              |                                              |                                              |                                              |  |  | Tiêu Phó Tử                                 | Tiêu Phó Tử                                 | Tiêu Phó Tử                                 | Tiêu Phó Tử                                 | Tiêu Phó Tử                                 | Tiêu Phó Tử                                 |  |  |  |  |  |  |  |  |  |  |  |  |  |  |  |  |  |  |  |  |  |  |  |  |  |  |
|                                          |                                          |                                          |                                          |                                          |                                          |  |  |                                   |                                   |                                   |                                   |                                   |                                   |  |  | Tiêu Lạc Tử                          | Tiêu Lạc Tử                          | Tiêu Lạc Tử                          | Tiêu Lạc Tử                          | Tiêu Lạc Tử                          | Tiêu Lạc Tử                          |  |  |                                              |                                              |                                              |                                              |                                              |                                              |  |  | Tiêu Phó Tử                                 | Tiêu Phó Tử                                 | Tiêu Phó Tử                                 | Tiêu Phó Tử                                 | Tiêu Phó Tử                                 | Tiêu Phó Tử                                 |  |  |  |  |  |  |  |  |  |  |  |  |  |  |  |  |  |  |  |  |  |  |  |  |  |  |
|                                          |                                          |                                          |                                          |                                          |                                          |  |  |                                   |                                   |                                   |                                   |                                   |                                   |  |  | Tề Tuyên Đế Tiêu Thừa Chi 384-447    | Tề Tuyên Đế Tiêu Thừa Chi 384-447    | Tề Tuyên Đế Tiêu Thừa Chi 384-447    | Tề Tuyên Đế Tiêu Thừa Chi 384-447    | Tề Tuyên Đế Tiêu Thừa Chi 384-447    | Tề Tuyên Đế Tiêu Thừa Chi 384-447    |  |  |                                              |                                              |                                              |                                              |                                              |                                              |  |  | Tiêu Đạo Tứ                                 | Tiêu Đạo Tứ                                 | Tiêu Đạo Tứ                                 | Tiêu Đạo Tứ                                 | Tiêu Đạo Tứ                                 | Tiêu Đạo Tứ                                 |  |  |  |  |  |  |  |  |  |  |  |  |  |  |  |  |  |  |  |  |  |  |  |  |  |  |
|                                          |                                          |                                          |                                          |                                          |                                          |  |  |                                   |                                   |                                   |                                   |                                   |                                   |  |  | Tề Tuyên Đế Tiêu Thừa Chi 384-447    | Tề Tuyên Đế Tiêu Thừa Chi 384-447    | Tề Tuyên Đế Tiêu Thừa Chi 384-447    | Tề Tuyên Đế Tiêu Thừa Chi 384-447    | Tề Tuyên Đế Tiêu Thừa Chi 384-447    | Tề Tuyên Đế Tiêu Thừa Chi 384-447    |  |  |                                              |                                              |                                              |                                              |                                              |                                              |  |  | Tiêu Đạo Tứ                                 | Tiêu Đạo Tứ                                 | Tiêu Đạo Tứ                                 | Tiêu Đạo Tứ                                 | Tiêu Đạo Tứ                                 | Tiêu Đạo Tứ                                 |  |  |  |  |  |  |  |  |  |  |  |  |  |  |  |  |  |  |  |  |  |  |  |  |  |  |
|                                          |                                          |                                          |                                          |                                          |                                          |  |  |                                   |                                   |                                   |                                   |                                   |                                   |  |  |                                      |                                      |                                      |                                      |                                      |                                      |  |  |                                              |                                              |                                              |                                              |                                              |                                              |  |  |                                             |                                             |                                             |                                             |                                             |                                             |  |  |  |  |  |  |  |  |  |  |  |  |  |  |  |  |  |  |  |  |  |  |  |  |  |  |
|                                          |                                          |                                          |                                          |                                          |                                          |  |  |                                   |                                   |                                   |                                   |                                   |                                   |  |  |                                      |                                      |                                      |                                      |                                      |                                      |  |  | Nam Tề                                       |                                              |                                              |                                              |                                              |                                              |  |  |                                             |                                             |                                             |                                             |                                             |                                             |  |  |  |  |  |  |  |  |  |  |  |  |  |  |  |  |  |  |  |  |  |  |  |  |  |  |
|                                          |                                          |                                          |                                          |                                          |                                          |  |  | Tề Cảnh Hoàng Tiêu Đạo Sinh       | Tề Cảnh Hoàng Tiêu Đạo Sinh       | Tề Cảnh Hoàng Tiêu Đạo Sinh       | Tề Cảnh Hoàng Tiêu Đạo Sinh       | Tề Cảnh Hoàng Tiêu Đạo Sinh       | Tề Cảnh Hoàng Tiêu Đạo Sinh       |  |  |                                      |                                      |                                      |                                      |                                      |                                      |  |  | 1Tề Cao Đế Tiêu Đạo Thành 427-479-482        | 1Tề Cao Đế Tiêu Đạo Thành 427-479-482        | 1Tề Cao Đế Tiêu Đạo Thành 427-479-482        | 1Tề Cao Đế Tiêu Đạo Thành 427-479-482        | 1Tề Cao Đế Tiêu Đạo Thành 427-479-482        | 1Tề Cao Đế Tiêu Đạo Thành 427-479-482        |  |  | Tiêu Thuận Chi                              | Tiêu Thuận Chi                              | Tiêu Thuận Chi                              | Tiêu Thuận Chi                              | Tiêu Thuận Chi                              | Tiêu Thuận Chi                              |  |  |  |  |  |  |  |  |  |  |  |  |  |  |  |  |  |  |  |  |  |  |  |  |  |  |
|                                          |                                          |                                          |                                          |                                          |                                          |  |  | Tề Cảnh Hoàng Tiêu Đạo Sinh       | Tề Cảnh Hoàng Tiêu Đạo Sinh       | Tề Cảnh Hoàng Tiêu Đạo Sinh       | Tề Cảnh Hoàng Tiêu Đạo Sinh       | Tề Cảnh Hoàng Tiêu Đạo Sinh       | Tề Cảnh Hoàng Tiêu Đạo Sinh       |  |  |                                      |                                      |                                      |                                      |                                      |                                      |  |  | 1Tề Cao Đế Tiêu Đạo Thành 427-479-482        | 1Tề Cao Đế Tiêu Đạo Thành 427-479-482        | 1Tề Cao Đế Tiêu Đạo Thành 427-479-482        | 1Tề Cao Đế Tiêu Đạo Thành 427-479-482        | 1Tề Cao Đế Tiêu Đạo Thành 427-479-482        | 1Tề Cao Đế Tiêu Đạo Thành 427-479-482        |  |  | Tiêu Thuận Chi                              | Tiêu Thuận Chi                              | Tiêu Thuận Chi                              | Tiêu Thuận Chi                              | Tiêu Thuận Chi                              | Tiêu Thuận Chi                              |  |  |  |  |  |  |  |  |  |  |  |  |  |  |  |  |  |  |  |  |  |  |  |  |  |  |
|                                          |                                          |                                          |                                          |                                          |                                          |  |  |                                   |                                   |                                   |                                   |                                   |                                   |  |  |                                      |                                      |                                      |                                      |                                      |                                      |  |  |                                              |                                              |                                              |                                              |                                              |                                              |  |  | Lương                                       |                                             |                                             |                                             |                                             |                                             |  |  |  |  |  |  |  |  |  |  |  |  |  |  |  |  |  |  |  |  |  |  |  |  |  |  |
|                                          |                                          |                                          |                                          |                                          |                                          |  |  | 5Tề Minh Đế Tiêu Loan 452-494-498 | 5Tề Minh Đế Tiêu Loan 452-494-498 | 5Tề Minh Đế Tiêu Loan 452-494-498 | 5Tề Minh Đế Tiêu Loan 452-494-498 | 5Tề Minh Đế Tiêu Loan 452-494-498 | 5Tề Minh Đế Tiêu Loan 452-494-498 |  |  |                                      |                                      |                                      |                                      |                                      |                                      |  |  | 2Tề Vũ Đế Tiêu Trách 440-482-493             | 2Tề Vũ Đế Tiêu Trách 440-482-493             | 2Tề Vũ Đế Tiêu Trách 440-482-493             | 2Tề Vũ Đế Tiêu Trách 440-482-493             | 2Tề Vũ Đế Tiêu Trách 440-482-493             | 2Tề Vũ Đế Tiêu Trách 440-482-493             |  |  | Lương Vũ Đế Tiêu Diễn                       | Lương Vũ Đế Tiêu Diễn                       | Lương Vũ Đế Tiêu Diễn                       | Lương Vũ Đế Tiêu Diễn                       | Lương Vũ Đế Tiêu Diễn                       | Lương Vũ Đế Tiêu Diễn                       |  |  |  |  |  |  |  |  |  |  |  |  |  |  |  |  |  |  |  |  |  |  |  |  |  |  |
|                                          |                                          |                                          |                                          |                                          |                                          |  |  | 5Tề Minh Đế Tiêu Loan 452-494-498 | 5Tề Minh Đế Tiêu Loan 452-494-498 | 5Tề Minh Đế Tiêu Loan 452-494-498 | 5Tề Minh Đế Tiêu Loan 452-494-498 | 5Tề Minh Đế Tiêu Loan 452-494-498 | 5Tề Minh Đế Tiêu Loan 452-494-498 |  |  |                                      |                                      |                                      |                                      |                                      |                                      |  |  | 2Tề Vũ Đế Tiêu Trách 440-482-493             | 2Tề Vũ Đế Tiêu Trách 440-482-493             | 2Tề Vũ Đế Tiêu Trách 440-482-493             | 2Tề Vũ Đế Tiêu Trách 440-482-493             | 2Tề Vũ Đế Tiêu Trách 440-482-493             | 2Tề Vũ Đế Tiêu Trách 440-482-493             |  |  | Lương Vũ Đế Tiêu Diễn                       | Lương Vũ Đế Tiêu Diễn                       | Lương Vũ Đế Tiêu Diễn                       | Lương Vũ Đế Tiêu Diễn                       | Lương Vũ Đế Tiêu Diễn                       | Lương Vũ Đế Tiêu Diễn                       |  |  |  |  |  |  |  |  |  |  |  |  |  |  |  |  |  |  |  |  |  |  |  |  |  |  |
|                                          |                                          |                                          |                                          |                                          |                                          |  |  |                                   |                                   |                                   |                                   |                                   |                                   |  |  |                                      |                                      |                                      |                                      |                                      |                                      |  |  |                                              |                                              |                                              |                                              |                                              |                                              |  |  |                                             |                                             |                                             |                                             |                                             |                                             |  |  |  |  |  |  |  |  |  |  |  |  |  |  |  |  |  |  |  |  |  |  |  |  |  |  |
| 6Đông Hôn Hầu Tiêu Bảo Quyển 484-498-501 | 6Đông Hôn Hầu Tiêu Bảo Quyển 484-498-501 | 6Đông Hôn Hầu Tiêu Bảo Quyển 484-498-501 | 6Đông Hôn Hầu Tiêu Bảo Quyển 484-498-501 | 6Đông Hôn Hầu Tiêu Bảo Quyển 484-498-501 | 6Đông Hôn Hầu Tiêu Bảo Quyển 484-498-501 |  |  | Tề Đế Tiêu Bảo Dần 487-527-530    | Tề Đế Tiêu Bảo Dần 487-527-530    | Tề Đế Tiêu Bảo Dần 487-527-530    | Tề Đế Tiêu Bảo Dần 487-527-530    | Tề Đế Tiêu Bảo Dần 487-527-530    | Tề Đế Tiêu Bảo Dần 487-527-530    |  |  | 7Tề Hòa Đế Tiêu Bảo Dung 488-501-502 | 7Tề Hòa Đế Tiêu Bảo Dung 488-501-502 | 7Tề Hòa Đế Tiêu Bảo Dung 488-501-502 | 7Tề Hòa Đế Tiêu Bảo Dung 488-501-502 | 7Tề Hòa Đế Tiêu Bảo Dung 488-501-502 | 7Tề Hòa Đế Tiêu Bảo Dung 488-501-502 |  |  | Tề Văn Đế Tiêu Trưởng Mậu 458-493            | Tề Văn Đế Tiêu Trưởng Mậu 458-493            | Tề Văn Đế Tiêu Trưởng Mậu 458-493            | Tề Văn Đế Tiêu Trưởng Mậu 458-493            | Tề Văn Đế Tiêu Trưởng Mậu 458-493            | Tề Văn Đế Tiêu Trưởng Mậu 458-493            |  |  |                                             |                                             |                                             |                                             |                                             |                                             |  |  |  |  |  |  |  |  |  |  |  |  |  |  |  |  |  |  |  |  |  |  |  |  |  |  |
| 6Đông Hôn Hầu Tiêu Bảo Quyển 484-498-501 | 6Đông Hôn Hầu Tiêu Bảo Quyển 484-498-501 | 6Đông Hôn Hầu Tiêu Bảo Quyển 484-498-501 | 6Đông Hôn Hầu Tiêu Bảo Quyển 484-498-501 | 6Đông Hôn Hầu Tiêu Bảo Quyển 484-498-501 | 6Đông Hôn Hầu Tiêu Bảo Quyển 484-498-501 |  |  | Tề Đế Tiêu Bảo Dần 487-527-530    | Tề Đế Tiêu Bảo Dần 487-527-530    | Tề Đế Tiêu Bảo Dần 487-527-530    | Tề Đế Tiêu Bảo Dần 487-527-530    | Tề Đế Tiêu Bảo Dần 487-527-530    | Tề Đế Tiêu Bảo Dần 487-527-530    |  |  | 7Tề Hòa Đế Tiêu Bảo Dung 488-501-502 | 7Tề Hòa Đế Tiêu Bảo Dung 488-501-502 | 7Tề Hòa Đế Tiêu Bảo Dung 488-501-502 | 7Tề Hòa Đế Tiêu Bảo Dung 488-501-502 | 7Tề Hòa Đế Tiêu Bảo Dung 488-501-502 | 7Tề Hòa Đế Tiêu Bảo Dung 488-501-502 |  |  | Tề Văn Đế Tiêu Trưởng Mậu 458-493            | Tề Văn Đế Tiêu Trưởng Mậu 458-493            | Tề Văn Đế Tiêu Trưởng Mậu 458-493            | Tề Văn Đế Tiêu Trưởng Mậu 458-493            | Tề Văn Đế Tiêu Trưởng Mậu 458-493            | Tề Văn Đế Tiêu Trưởng Mậu 458-493            |  |  |                                             |                                             |                                             |                                             |                                             |                                             |  |  |  |  |  |  |  |  |  |  |  |  |  |  |  |  |  |  |  |  |  |  |  |  |  |  |
|                                          |                                          |                                          |                                          |                                          |                                          |  |  |                                   |                                   |                                   |                                   |                                   |                                   |  |  |                                      |                                      |                                      |                                      |                                      |                                      |  |  |                                              |                                              |                                              |                                              |                                              |                                              |  |  |                                             |                                             |                                             |                                             |                                             |                                             |  |  |  |  |  |  |  |  |  |  |  |  |  |  |  |  |  |  |  |  |  |  |  |  |  |  |
|                                          |                                          |                                          |                                          |                                          |                                          |  |  |                                   |                                   |                                   |                                   |                                   |                                   |  |  |                                      |                                      |                                      |                                      |                                      |                                      |  |  | 3Uất Lâm Vương Tiêu Chiêu Nghiệp 473-493-494 | 3Uất Lâm Vương Tiêu Chiêu Nghiệp 473-493-494 | 3Uất Lâm Vương Tiêu Chiêu Nghiệp 473-493-494 | 3Uất Lâm Vương Tiêu Chiêu Nghiệp 473-493-494 | 3Uất Lâm Vương Tiêu Chiêu Nghiệp 473-493-494 | 3Uất Lâm Vương Tiêu Chiêu Nghiệp 473-493-494 |  |  | 4Hải Lăng Cung Vương Tiêu Chiêu Văn 480-494 | 4Hải Lăng Cung Vương Tiêu Chiêu Văn 480-494 | 4Hải Lăng Cung Vương Tiêu Chiêu Văn 480-494 | 4Hải Lăng Cung Vương Tiêu Chiêu Văn 480-494 | 4Hải Lăng Cung Vương Tiêu Chiêu Văn 480-494 | 4Hải Lăng Cung Vương Tiêu Chiêu Văn 480-494 |  |  |  |  |  |  |  |  |  |  |  |  |  |  |  |  |  |  |  |  |  |  |  |  |  |  |